# Saint-Sulpice-Laurière
Saint-Sulpice-Laurière (tiếng Occitan: Sent Superis) là một xã của tỉnh Haute-Vienne, thuộc vùng Nouvelle-Aquitaine, miền trung nước Pháp.